# Palladio a Palla!
Palladio a Palla! ist ein Musikalbum des Trios Gogoducks, bestehend aus Francesca Remigi, Luca Zennaro und Paolo Peruzzi. Die am 13. bis 15. Mai 2024 im Artesuono Studio in Udine entstandenen Aufnahmen erschienen im September 2024 auf dem Label Nusica.org. Palladio a Palla! ist eine Hommage an Andrea Palladio, einen der einflussreichsten Architekten der Geschichte. Das Projekt ist eine Synthese aus Jazz, improvisierter Musik, Architektur und digitaler Kunst.

## Hintergrund
Gogoducks definiert sich selbst als „das elektro-experimentelle, sozio-psycho-Mega-Jazz-Trio“, bestehend aus der italienischen Schlagzeugerin und Percussionistin Francesca Remigi aus der Region Venetien, dem Gitarristen und Elektroniker Luca Zennaro und dem Vibraphonisten und Programmierer Paolo Peruzzi. Das Album Palladio a Palla! wurde mit dem Multimedia-Künstler und Coder-Elektroniker Sergio Zacco erstellt und wurde von neun der als palladianistisch bekannten Villen aus dem 16. Jahrhundert inspiriert und versucht, eine Synthese zwischen modernem Jazz, freier improvisierter Musik, Architektur und dem auf Algorithmen basierenden digitalen Universum zu entwickeln. Das Album experimentiert damit, die raffinierten, präzisen, linearen und dennoch fließenden geometrischen Formen und Strukturen von Palladios Architektur in Rhythmen, Harmonien, Formen und Energien zu übersetzen. Zacco erstellte ein Videomapping, das von den Grundrissen und Architekturzeichnungen Palladio inspiriert war und die musikalische Übersetzung der Palladio-Architektur sichtbar macht.

## Titelliste
- Gogoducks: Palladio a Palla! (Nusica.org 31)[2]

1. Discontented (Luca Zennaro) 4:10
2. Hang Arano (Francesca Remigi) 6:32
3. Broder (Luca Zennaro) 5:25
4. At the Roundabout (Paolo Peruzzi) 5:09
5. Corner (Luca Zennaro) 3:28
6. And Now? (Francesca Remigi) 4:00
7. Poiena (Francesca Remigi) 5:38
8. Better Ask Barbra (Paolo Peruzzi) 3:26
9. Sir Ego (Paolo Peruzzi) 5:36

## Rezeption
Dieses einzigartige Album und sein Kompositionsprozess biete durchdachte und vielschichtige neun Klangorganismen, die mit Palladios Strukturen verglichen werden können oder sogar die „Mechanismen“ der Linearität und Schönheit seiner Handlungen in eindrucksvollen Klängen nachbilden und Klangtexturen, die zum kontemplativen Eintauchen führen, schrieb Eyal Hareuveni in Salt Peanuts. Die neun Stücke mit ihren ironischen Titeln und Wortspielen würden auf etwas respektlose Weise die neoklassische Tradition reflektieren und moderne innovative Klangtechniken an ihre ikonische Schönheit adaptieren, indem sie die ursprünglichen, komplizierten Formen und Strukturen um fantasievolle, oft sinnliche erweitern, stets verbunden mit einem spielerischen Rhythmusgefühl.